# Aural Sculpture
Aural Sculpture – ósmy studyjny album zespołu The Stranglers, wydany w 1984 roku, nakładem wydawnictwa Epic Records. Na rynku ukazał się w listopadzie. Producentem płyty był Laurie Latham. Album zajął 14. miejsce na brytyjskiej liście sprzedaży UK Albums Chart.

## Utwory
1. „Ice Queen” – 4:02
2. „Skin Deep” – 3:54
3. „Let Me Down Easy” – 4:12
4. „No Mercy” – 3:39
5. „North Winds” – 4:04
6. „Uptown” – 2:57
7. „Punch & Judy” – 3:47
8. „Spain” – 4:13
9. „Laughing” – 4:13
10. „Souls” – 3:26
11. „Mad Hatter” – 3:59

bonusy 2001 CD
1. „Here and There” – 4:21
2. „In One Door” – 2:54
3. „Head on the Line” – 3:08
4. „Achilles Heel” – 2:54
5. „Hot Club” (Riot Mix) – 3:04
6. „Place de Victoires” – 4:09
7. „Vladimir and the Beast (part 3)” – 3:53
8. „Vladimir Goes to Havana” – 5:28

## Single z albumu
- „Skin Deep” UK # 9[4]
- „No Mercy” UK # 37[5]
- „Let Me Down Easy” UK # 48[6]

## Muzycy
- Jean-Jacques Burnel – gitara basowa, śpiew
- Hugh Cornwell – śpiew, gitara
- Dave Greenfield – instrumenty klawiszowe, śpiew
- Jet Black – perkusja